# Microsporângio

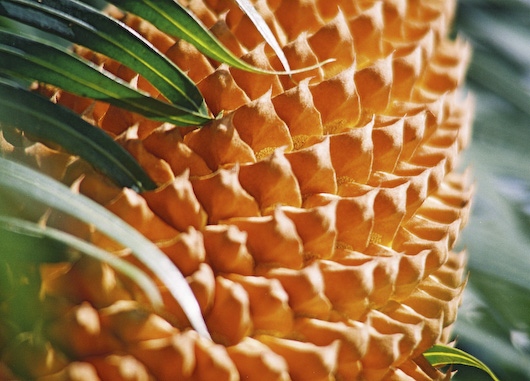
Detalhe do cone masculino de uma Cicadácea (Cycas circinalis).

Em botânica, chama-se microsporângio ao órgão masculino das plantas espermatófitas, onde são produzidos os micrósporos - que dão origem aos gametófitos masculinos, os grãos de pólen.
Esta designação provém do facto dos gâmetas masculinos e do próprio gametófito, o grão de pólen, serem muito menores que o feminino, o ovário, que por essa razão se chama megasporângio.
Nas angiospérmicas, as plantas que produzem flores, a antera é o microsporângio, uma vez que produz esporos diplóides - os grãos de pólen - onde, por meiose, se formam os anterozóides.
Nas gimnospérmicas, como os pinheiros, que não têm verdadeiras flores, os microsporângios desenvolvem-se nas folhas modificadas (ou "escamas") dos cones masculinos, normalmente menores que os femininos que, por isso, tomam o nome de microstróbilos. Os cones femininos, as pinhas, chamam-se megastróbilos.